# Gostkowski (herb baronowski)
Gostkowski − polski herb szlachecki, baronowska odmiana herbu Gozdawa.

## Opis herbu
Opis z wykorzystaniem klasycznych zasad blazonowania:
Tarcza dzielona w krzyż z polem sercowym. W polu I, czerwonym, lilia podwójna srebrna z takimż przewiązaniem (Gozdawa); w polu II, czerwonym łeb dzika od dołu rozdzierany przez ramię w szacie błękitnej (Świnka); w polu III, czerwonym, półtrzecia krzyża srebrnego (Prus); w polu IV, błękitnym, podkowa srebrna, między ocelami i na barku po krzyżu kawalerskim złotym (Lubicz); w polu V, czerwonym, tarcza srebrna z bordiurą złotą (Janina). Nad tarczą korona baronowska, opleciona sznurem pereł, a nad nią trzy hełmy w koronach, z których klejnoty: klejnot I: ogon pawi z lilią jak w godle, klejnot II: pół panny w szacie zielonej, z rękoma założonymi w pasie, klejnot III: ramię zbrojne, wsparte na łokciu, naturalne. Labry prawe czerwone, podbite srebrem, lewe błękitne, podbite złotem.

## Symbolika
Herb zawiera skrócony wywód genealogiczny obdarowanego i przedstawia herby żon przodków po mieczu. Jego herb rodowy znajduje się w polu sercowym. Herb matki, Franciszki Gawrońskiej, znajduje się w polu II. Herb babki, Justyny Studzińskiej, znajduje się w polu III. Herb prababki, Anny Głębockiej, znajduje się w polu IV. Herb praprababki, Anny Kołaczkowskiej, znajduje się w polu V.

## Najwcześniejsze wzmianki
Nadany z galicyjskim tytułem baronowskim 12 grudnia 1782 freiherrowi Stanisławowi von Witoszewo Gozdawie Gostkowskiemu z predykatem wohlgeboren (wielmożny).

## Herbowni
Jedna rodzina herbownych:
freiherr von Witoszewo Gozdawa Gostkowski.